# Björsjön (Skephults socken, Västergötland)
Björsjön är en sjö i Marks kommun i Västergötland och ingår i Viskans huvudavrinningsområde.